# Parco di Birkenhead

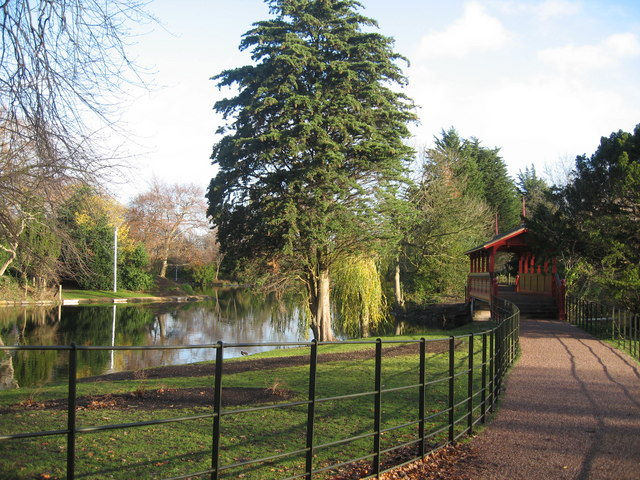
lo "Swiss Bridge" all'interno del lago

Il parco di Birkenhead (in inglese Birkenhead Park) è un parco pubblico situato nel centro di Birkenhead nel Merseyside, Inghilterra. Fu progettato da Joseph Paxton e aprì il 5 aprile 1847. È generalmente riconosciuto come il primo parco civico finanziato dalla cittadinanza.